# Nikita Demidov

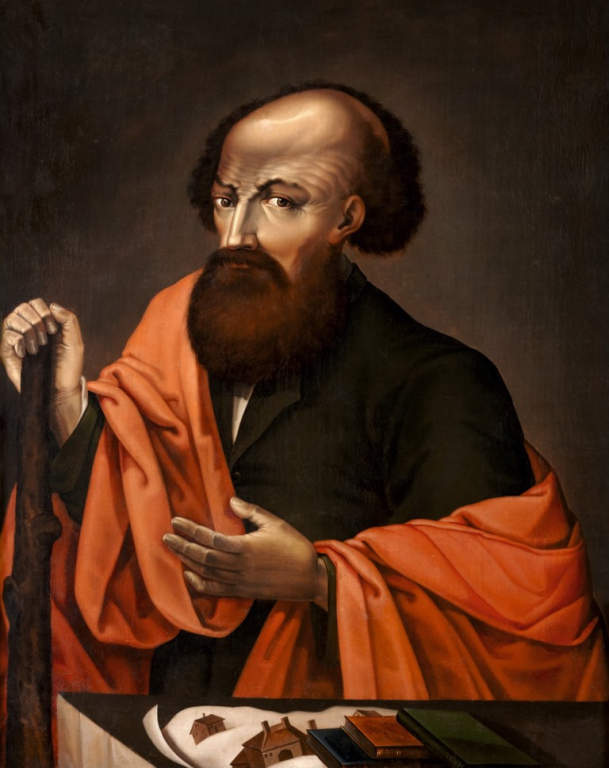
Nikita Demidov

Nikita Demidovitsj Demidov (Russisch: Никита Демидович Демидов) (Toela, 5 april 1656 — aldaar, 28 november 1725; Juliaanse data: 26 maart 1656 — 17 november 1725) was de zoon van Demid Antjoefejev (Russisch: Антюфеев; een vrije smid uit de stad Toela die wapens produceerde en een kennis van Peter de Grote was) en was een van de belangrijkste Russische industriëlen van de 18e eeuw. Hij was de eerste Demidov en heeft veel betekend voor de industrie van Toela in die tijd.
Over het eerste deel van zijn leven zijn weinig dingen bekend. De eerste historische documenten over hem dateren van 1676. In 1712 kreeg hij van Peter de Grote opdracht om een wapenfabriek te stichten in Toela, nadat deze de stad had bezocht. Ook stichtte hij er een ijzersmelterij, waarna onder zijn leiding Toela in enkele decennia uitgroeide tot het grootste ijzerverwerkingscentrum van heel Oost-Europa. Peter de Grote was erg gecharmeerd van de kanonnen die in de wapenfabriek van de Demidovfabriek werden gemaakt (ze waren goedkoper dan buitenlandse, maar wel van dezelfde kwaliteit) en gebruikte deze onder andere in de Grote Noordse Oorlog, waar ze meehielpen om hem de overwinning op het koninkrijk Zweden te bezorgen. In 1720 verhief Peter de Grote hem daarop in de adelstand, als dank voor zijn verdienste in de overwinning.
Demidov kreeg drie zonen; Akinfi, Gregori en Nikita, die allemaal traden in de voetsporen van hun vader, en een dochter. Demidov stichtte uiteindelijk vier fabrieken in de Oeral, die zoon Akinfi verder voortzette.
Pogingen van staatsmijnbouwambtenaar Vasili Tatisjtsjev om mijnbouwwetgeving in te voeren in de Oeral, waar ook Demidovs mijnbouwactiviteiten aan zouden worden onderworpen, brachten Demidov in conflict met de Russische staat. Hij beschuldigde daarop Tatisjtsjev valselijk van omkoping om hem uit de Oeral te krijgen.